# گونیداه
گونیداه (به انگلیسی: Gunnedah) یک شهرک در استرالیا است که در نیو ساوت ولز واقع شده‌است.